# Lingua somala
Il somalo (alfabeto latino: Af Soomaali, scrittura somala: 𐒖𐒍 𐒈𐒝𐒑𐒛𐒐𐒘) è una lingua cuscitica parlata in Somalia e nelle aree limitrofe; Gibuti, Etiopia, Yemen e Kenya. Al 2022, è parlata da 21,9 milioni di parlanti totali.

## Classificazione
Il somalo è una lingua afroasiatica del gruppo cuscitico. Gli idiomi più simili ad essa sono la lingua degli Afar e quella degli Oromo. Vi è inoltre una lontana parentela con l'arabo e con le altre lingue semitiche. Con l'arrivo dell'islam il somalo subì una forte influenza araba, a cui si aggiunsero quella italiana e quella inglese durante il periodo coloniale.

### Status
Il somalo è la lingua ufficiale della Somalia. Il somalo è inoltre diffuso in Etiopia, Gibuti, Yemen e Kenya.
Con la codificazione della lingua somala e la sua introduzione (al posto dell'italiano) negli uffici pubblici, nell'università ecc., si è posto il problema di elaborare neologismi per tutte quelle parole non previste dal somalo, lingua precedentemente legata alla cosiddetta cultura bassa. Per la creazione dei neologismi si è istruita una apposita commissione.
Parte dei significati per cui non esisteva una parola son stati "coperti" estendendo il significato di altre parole già presenti.
Per un certo numero di parole si è invece dovuto ricorrere all'invenzione ex novo o alla mutuazione da altre lingue.

## Grammatica
Nel somalo si possono trovare le seguenti categorie grammaticali:
- Nome (in somalo non esistono i nomi propri o nomi di persona, spesso questi derivano da dei nomi comuni, come: hélmi, proveniente da alim ossia dotto o intelligente)
- Pronome
- Verbo (i suoi modi sono: imperativo, indicativo, soggiuntivo e condizionale)
- Aggettivo
- Preposizione
- Determinante
- Focalizzazione
- Classificatore
- Congiunzione

Come si nota, il somalo possiede alcune categorie grammaticali non rintracciabili nella maggior parte delle lingue, fra cui gli indicatori di focus (o di focalizzazione), in base al quale alcuni elementi della frase vengono indicati con maggiore enfasi. Per esempio, le parole baa, ayaa e waxaa focalizzano l'attenzione sui nomi:
1. John baa baxay - John Focus (baa) è uscito
2. John ayaa baxay - John Focus (ayaa) è uscito
3. Waxaa baxay John - Focus (waxaa) è uscito John

La parola waa serve invece a focalizzare l'attenzione sui verbi. Esempio:
John waa baxay
John Focus (waa) è uscito

## Sistema di scrittura
Il somalo non ebbe un alfabeto ufficiale (a parte alcuni tentativi, come l'alfabeto Osmanya) fino al 1972, anno in cui il governo somalo, in occasione di una campagna di alfabetizzazione, decise di adottare l'alfabeto latino. Ciò contraddistingue il somalo dalle lingue confinanti, le quali usano l'alfabeto amarico o quello arabo.
Prima del periodo coloniale, i religiosi e i somali più colti utilizzavano l'alfabeto arabo (come si nota da antiche lettere e iscrizioni tombali scoperte nel 1940). Tuttavia, per quanto poco si sappia, si è certi del fatto che l'uso di tale alfabeto non fosse "codificato" (cioè adattato alla lingua).
L'alfabeto somalo-latino attuale si compone delle seguenti lettere:
B, T, J, X, KH, D, R, S, SH, DH, C, G, F, Q, K, L, M, N, W, H, Y. (Da notare l'assenza di tre consonanti: P, V e Z).
Inoltre, esistono vocali brevi  (A, E, I, O, U) e lunghe (AA, EE, II, OO, UU).
Le consonanti C, DH, KH, Q e X riproducono suoni perlopiù estranei all'alfabeto latino tradizionale.